# Marcus Beresford (1764-1797)
Marcus Beresford (14 février 1764 - 16 novembre 1797) est un homme politique irlandais.

## Biographie
Membre de la famille Beresford dirigée par le marquis de Waterford, il est le fils aîné de John Beresford. George Beresford et John Claudius Beresford sont ses frères cadets.
Il est élu à la Chambre des communes irlandaise pour Dungarvan en 1783, poste qu'il occupe jusqu'à sa mort, quatorze ans plus tard.

## Famille
Il épouse Frances Arabella, fille de Joseph Leeson (1er comte de Milltown), en 1791. Ils ont trois enfants:
- John Theophilus Beresford (1792 – 19 janvier 1812), mortellement blessé par l'explosion d'un magasin au siège de Ciudad Rodrigo
- Elizabeth Beresford (décédée le 7 décembre 1856), mariée à Felix Ladbroke
- William Beresford (1797 – 1883) est un homme politique conservateur

Il meurt en novembre 1797, à l'âge de 33 ans. Sa femme lui survit plus de 40 ans et meurt en mai 1840.